# Erhöhte Pulse
Erhöhte Pulse (Förhöjd puls), op. 175, är en vals av Johann Strauss den yngre. Den spelades första gången den 8 januari 1856 i Sofiensäle i Wien.

## Historia
Under karnevalstiden 1856 stod bröderna Johann och Josef Strauss inför utmaningen att uppfylla alla orkesteråtaganden under sex veckor. Trots att karnevalen detta år var osedvanlig kort var det desto fler baler och fester i palatsen och konserter att spela än förut. Bröderna var fullt upptagna med att komponera och dirigera. Johann Strauss for från bal till bal i droska och pendlade mellan Hofburg och förorterna fram till morgontimmarna. Naturligtvis förväntade sig varje tillställning att ha ett specialkomponerat verk sig tillägnat. Till medicinstudenternas bal i Sofiensäle den 8 januari hade Strauss komponerat en vals som han passande nog kallade Erhöhte Pulse. 

## Om valsen
Speltiden är ca 8 minuter och 40 sekunder plus minus några sekunder beroende på dirigentens musikaliska tolkning.

## Weblänkar
- Erhöhte Pulse i Naxos-utgåvan.